# 八木澤·宮古短大站
八木澤·宮古短大站（日语：／ Yagisawa-Miyakotandai eki */?）是位於岩手縣宮古市八木澤第一地割1番3號，三陸鐵道的谷灣線車站。
此站的愛稱為「八木澤川之淺瀨」。

## 歷史
在2017年12月，新車站的暫名為「八木澤站」。在2019年（平成31年）3月23日，東日本旅客鐵道（JR東日本）山田線宮古站至釜石站之間區間由三陸鐵道接管，同時此站啟用。
該站在日本國有鐵道（國鐵）時代，已經有當地居民希望建設。在發生東日本大震災之際，居住於靠近海邊的居民為了避免海嘯再次衝擊，車站附近的居住人口有所增加。為了不需要使用私家車前往市內，宮古市制定為計劃，以公共交通連接市內各處，當時新設了此站。宮古市當時估計車站使用人次為1日152人。
新車站工程受到幹線鐵道等活性化工程費資助（形成計劃事業），以第三部門三陸鐵道為主體，工程費由國家（經鐵道建設、運輸設施整備支援機構）和地方公共團體提供資金興建。

### 年表
- 2017年（平成29年）12月14日：山田線 磯雞站至津輕石站之間可以建設（暫名）八木澤站[6]。
- 2018年（平成30年）
  - 1月4日 - 2月20日：為了山田線移管區間內新開設的車站（包括此站），公開招募車站愛稱[11]。
  - 3月28日：車站愛稱決定為「八木澤川之淺瀨」[2][3][8]。
- 2019年（平成31年）3月23日：宮古站至釜石站之間重開，同時三陸鐵道繼承該區段[12]。同時此站啟用[2][8][13]。

## 使用狀況
在2018年度（平成30年度），一年總乘車人次為141人。
| 乘車人次變化       | 乘車人次變化     | 乘車人次變化 |
| 年度               | 1日平均 乘車人次 | 參考資料     |
| ------------------ | ---------------- | ------------ |
| 2018年（平成30年） | 141              | [ 14 ]       |

## 周邊
- 岩手縣立大學宮古短期大學部
- 宮古市立河南中學

## 相鄰車站
三陸鐵道
■谷灣線
津輕石－八木澤·宮古短大－磯雞

## 外部連結
- 車站·周邊資訊【八木澤·宮古短大站】 （页面存档备份，存于）（日語）：三陸鐵道